# Geostachys secunda
Geostachys secunda är en enhjärtbladig växtart som först beskrevs av John Gilbert Baker, och fick sitt nu gällande namn av Henry Nicholas Ridley. Geostachys secunda ingår i släktet Geostachys och familjen Zingiberaceae. Inga underarter finns listade i Catalogue of Life.